# FC Dordrecht
FC Dordrecht is een Nederlandse voetbalclub uit de stad Dordrecht in de provincie Zuid-Holland. Op 16 augustus 1883 werd de club oorspronkelijk als de D.C.C. (Dordrechtsche Cricket Club) opgericht. Omdat voetbal echter al snel een veel populairdere sport bleek te zijn, werd deze in 1891 aan de naam toegevoegd (Dordrechtsche Cricket en Football Club (D.C.F.C.)). Toen in 1899 het voetbal het cricket geheel had overvleugeld ging de club voortaan verder onder de naam D.F.C.. D.F.C. speelde in het rood-wit.
In 1972 werd de proftak omgedoopt in FC Dordrecht. Twee jaar later werd de professionele tak, inmiddels onder leiding van de toenmalige tv-presentator Dick Passchier, onafhankelijk van de amateurtak.
Op 1 juli 1979 veranderde de naam vanwege de roep om meer regionale uitstraling in DS'79, onder impuls van geldschieter Nico de Vries, directeur van oliemaatschappij Frisol. Op 1 juli 1991 fuseerde de club met SVV uit Schiedam tot SVV/Dordrecht'90, op 19 september 1992 besloot de club verder te gaan als Dordrecht'90, zoals de club aan de Krommedijk sinds 1990 al heette. SVV werd er enkel aan toegevoegd om na de fusie (in 1991) de eredivisielicentie van SVV te behouden. Sinds 2002 heet de club weer FC Dordrecht.

## Geschiedenis

### DS'79

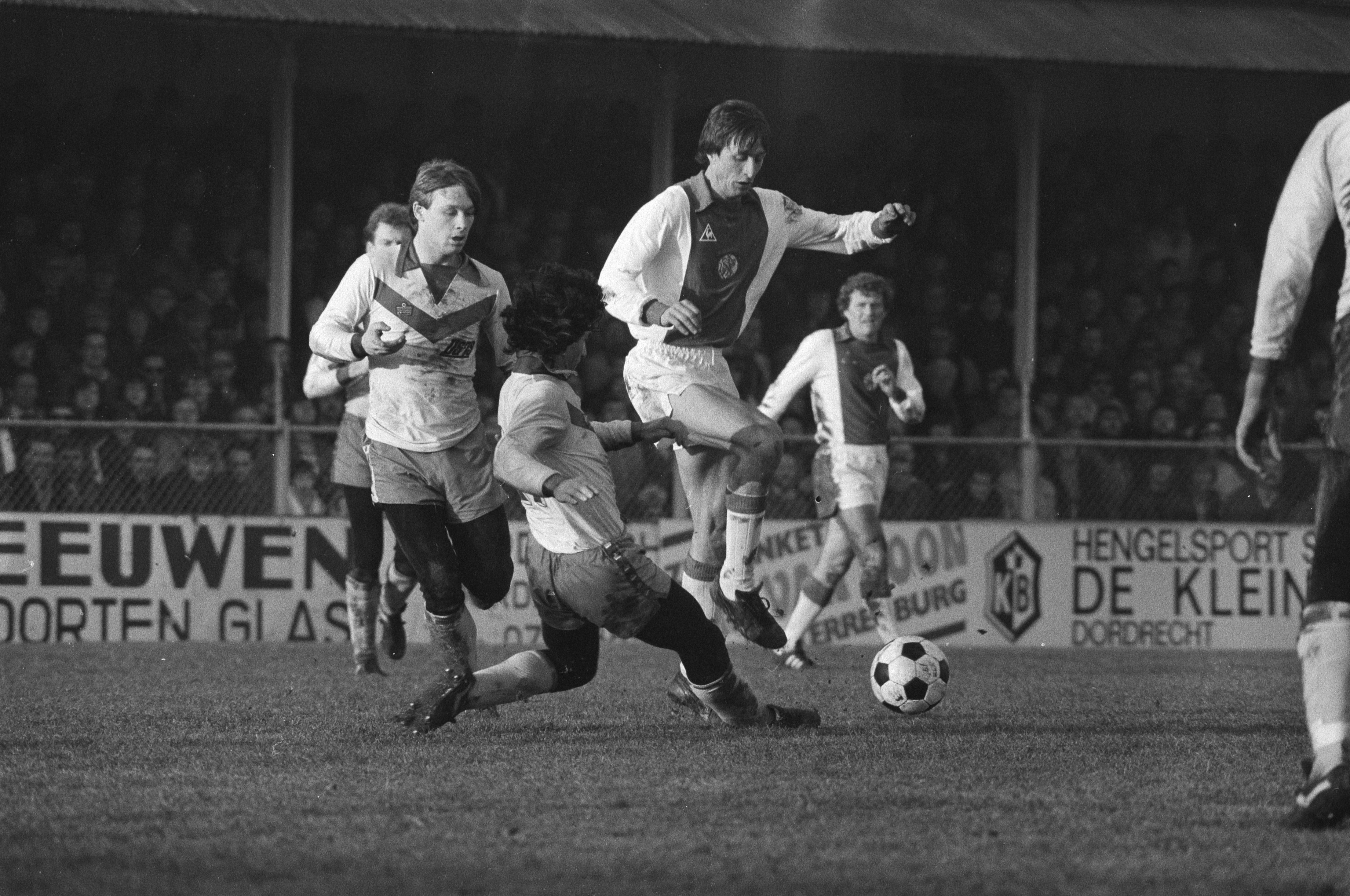
DS'79 tegen Ajax in 1982

In 1979 werd onder leiding van voorzitter en geldschieter Nico de Vries de organisatie geprofessionaliseerd en werd tevens gepoogd het achterland te vergroten. Daarbij hoorde een nieuw naam: DS'79 (Drechtsteden'79). Ook de clubkleuren werden veranderd, in plaats van het rood-wit kwam er een geel-blauw tenue. In 1983 werd het kampioenschap van de Eerste Divisie behaald en promoveerde DS'79 naar de Eredivisie. DS'79 werd het daaropvolgende seizoen geleid door het duo Hans Dorjee en Joop van Daele, en degradeerde direct naar de Eerste Divisie.
Aan het eind van seizoen 1986/87 deed DS weer een stapje omhoog, ditmaal via de nacompetitie. De geel-blauwen stonden toen onder leiding van Simon Kistemaker, maar ook hij kon niet voorkomen dat deze Dordtse club aan het einde van het seizoen weer degradeerde.
Oud-speler Epi Drost nam aan het begin van seizoen 1989/90 de leiding over, maar reikte met zijn team niet verder dan de 19e en laatste plaats van de Eerste divisie. Toen ging Cees den Braven zich met de club bemoeien en gaf de club haar derde naam: Dordrecht'90. Ook het tenue werd weer veranderd, nu naar een groen shirt met witte broek. Het waren de kleuren van den Braven Sealants, het bedrijf van de voorzitter. Margo Gerrits tekende een contract als commercieel manager bij Dordrecht´90. Zij was de eerste vrouwelijk manager in het betaald voetbal.

### Dordrecht'90
Dankzij een fusie met SVV uit Schiedam op 1 juli 1991, dat in de eredivisie uitkwam, kwam de club die als SVV/Dordrecht'90 verderging direct terug op het hoogste niveau. Onder leiding van Dick Advocaat en Han Berger werd een vijftiende plaats behaald. Dit was de eerste en tot op heden enige keer dat Dordrecht'90 zich wist te handhaven in de eredivisie. Na afloop van dat seizoen speelde de club in de zomer haar enige Europese wedstrijden in de UEFA Intertoto Cup die enkel uit een poulefase bestond tegen Hammarby uit Zweden, Aalborg uit Denemarken en Saarbrücken uit Duitsland. Het jaar daarop bereikten Han Berger en Nico van Zoghel nog minder, de achttiende en laatste plaats, dus degradeerde SVV/Dordrecht'90 waarna de club vanaf 19 september 1992 weer als Dordrecht'90 verderging, zonder de naam SVV. Nico van Zoghel bleef en maakte zijn team aan het eind van seizoen 1993/94 kampioen van de Eerste Divisie, waarna promotie volgde. Opnieuw bleek dat de Eredivisie een maatje te groot was door de Dordtenaren, die rechtstreeks degradeerden. Vervolgens trok Cees den Braven zich terug en gaf het stokje over aan oud-scheidsrechter Frans Derks. Veel succes werd er niet geboekt onder leiding van deze voormalige toparbiter, langzaam zakte de club weer weg naar de onderste regionen van de Eerste Divisie. Een kleine opleving aan het einde van het seizoen 1998/99: Dordrecht'90 mocht ondanks een veertiende plek op de ranglijst deelnemen aan de nacompetitie, maar speelde daarin geen rol van betekenis.

### FC Dordrecht (2002–heden)

#### Nieuwe bestuur
Vanaf 1 juli 2002 heet de club weer FC Dordrecht. Toen aan het eind van seizoen 2002/03 FC Dordrecht onderaan eindigde in de Eerste divisie hield ook Frans Derks het voor gezien en werd Ad Heijsman voorzitter. Heijsman was eerder voorzitter was van D.F.C., de club waaruit FC Dordrecht ontsproten is. Oud-speler Marco Boogers werd benoemd tot technisch directeur. Na een aantal magere jaren kroop FC Dordrecht langzaam weer omhoog uit het sportieve dal. In de seizoenen 2010/11 en 2011/12 werden op een haar na de playoffs misgelopen via de ranglijst. Dit lukte onder trainer Gert Kruys tweemaal in de seizoenen daarvoor.
Met Marco Boogers als technisch manager van de club werd er een ander beleid gekozen. Mede door de tegenvallende financiële resultaten slonk het budget voor spelers naar €950.000,-. Het samenwerkingsverband met ADO Den Haag zorgde voor spelers die een jaar verhuurd werden aan de Dordtse club. Voorbeelden van deze samenwerking zijn Tom Beugelsdijk, Giovanni Korte en Santy Hulst. Maar Marco Boogers haalde ook talentvolle spelers bij andere clubs, zoals Joris van Overeem, Marvin Peersman en Jafar Arias.
Waar de club vroeger korte contracten afsloot, werden deze nu tijdig opengebroken en ook dit had een positieve werking voor de club, die financieel iedere meevaller hard nodig had. Jonge talenten als Jeffrey Rijsdijk en Danny Post werden van FC Groningen binnen gehaald en vormden de basis van het team. Josimar Lima werd opgepikt bij Willem II en was, met een onderbreking van een half jaar (Al-Shaab) sindsdien bij de club gebleven. Post en Rijsdijk verlieten Dordrecht in 2013, na twee jaar.

#### Eredivisie (2014–2015)
Op 18 mei 2014 promoveerde FC Dordrecht voor het eerst in negentien jaar naar de Eredivisie, na een 3-1 overwinning op Sparta Rotterdam, de heenwedstrijd eindigde in 2-2. Kort daarop maakt Harry van den Ham bekend dat hij de club zou verlaten. Hij trad toe tot de technische staf van FC Utrecht.
In de Eredivisie won het nog wel de eerste wedstrijd van sc Heerenveen en de laatste wedstrijd van Ajax, maar aan het eind van het seizoen degradeerde FC Dordrecht terug naar de Eerste Divisie nadat Go Ahead Eagles drie punten pakte in de uitwedstrijd tegen Feyenoord. Per eind maart 2015 legde Heijsman zijn functie neer. Cees van der Poel nam deze voor een half jaar over.

#### Terug in de Eerste Divisie (2015–heden)
Na de degradatie in 2015, vertrokken vrijwel alle basisspelers. Er werd een vrijwel compleet nieuwe selectie binnengehaald. Ook dit waren talentvolle spelers van andere Nederlandse clubs zoals Alvin Daniels, Jeroen Lumu en Jafar Arias, maar er werd ook ervaring gehaald in de vorm van Geert Arend Roorda.
In dat eerste seizoen terug in de Jupiler League eindigde de club op een teleurstellende veertiende plaats. Het seizoen daarna moest er haast weer een hele nieuwe selectie samengesteld worden na het vertrek van vele spelers bij de club. Halverwege dit seizoen werd het duidelijk dat het weleens een nog slechter jaar dan het vorige kon worden. FC Dordrecht bevond zich onder in de Jupiler League en moest rekening houden dat het weleens zou kunnen degraderen, aangezien dit in het seizoen 2016/17 mogelijk was. Vlak voor het einde van de competitie was er een confrontatie tussen de onderste twee clubs: Achilles '29 en FC Dordrecht, dit duel eindigde in een 2-2 gelijkspel waardoor FC Dordrecht op een negentiende plaats bleef staan en degradatie uit zicht bleef. Later werd ook bekend dat Achilles '29 punten in mindering kreeg voor financiële problemen waardoor FC Dordrecht eindelijk veilig was en verzekerd bleef van betaald voetbal.
In het seizoen 2017/18 werden er weer een flink aantal spelers aangetrokken, maar dit keer bleek al snel dat FC Dordrecht niet weer onderin zou eindigen. De club speelde in de eerste helft van het seizoen nog niet goed, maar na de winterstop werd een sterke reeks neergezet. Door deze reeks werd FC Dordrecht op 12 maart 2018 met een 1-0 overwinning op RKC Waalwijk zelfs periodekampioen. Hiermee plaatste de club zich voor de play-offs om promotie en mocht Dordrecht dromen van de Eredivisie. In de play-offs speelde FC Dordrecht in de eerste ronde tegen SC Cambuur, in de thuiswedstrijd werd er met 1-4 verloren, maar in de return zette Dordrecht een ongelofelijke prestatie neer door in Leeuwarden met 1-4 te winnen en uiteindelijk na strafschoppen door te gaan naar de volgende ronde. In de halve finale van de play-offs wachtte de confrontatie met Sparta Rotterdam. Het eerste duel in eigen huis werd met een 1-2 verloren, dit nadat Dordrecht vlak voor tijd nog op 1-1 was gekomen door een bizarre eigen goal van zo'n 35 meter afstand. In de return op het Kasteel stond Dordrecht in de eerste helft met 0-2 voor wat genoeg zou zijn om de finale te bereiken, maar in de tweede helft kwam Sparta terug tot 2-2 waardoor promotie uit het oog verdween en FC Dordrecht op het tweede niveau actief bleef.
Met een nieuw beleid ging startte FC Dordrecht aan het seizoen 2018/19. In plaats van korte contracten werden spelers vanaf nu voor een langere periode vastgelegd waardoor andere clubs een transfersom op tafel zouden moeten leggen wanneer ze een speler wilden overnemen. Maar net als in het vorige seizoen begon FC Dordrecht niet goed aan de competitie en – omdat de Dordtenaren halverwege november nog steeds op de laatste plaats bivakkeerde – werd trainer Gérard de Nooijer ontslagen. Nadat assistent Scott Calderwood de honneurs waarnam tot de winterstop en vervolgens vertrok, kwam Cláudio Braga aan het roer te staan. Ook ging FC Dordrecht samenwerkingsverbanden aan met Feyenoord en Norwich City. In de winterstop kreeg de selectie dan ook een kwaliteitsimpuls met de komst van onder anderen Joël Zwarts, Crysencio Summerville en Jari Schuurman. Die laatste tekende zelfs een driejarig contract bij de Schapekoppen. Onder de nieuwe trainer en met de huurlingen presteerde FC Dordrecht in de tweede seizoenshelft een stuk beter en werd er onder andere gewonnen bij de uiteindelijke kampioen FC Twente. FC Dordrecht sloot de competitie af als zeventiende en wil komend seizoen de weg omhoog gaan inzetten met een aantal nieuwe huurlingen.
De samenwerking met Feyenoord had echter niet het gewenste effect op de club, deze werd dan ook op een lager pitje gezet. De Rotterdamse club bleef echter wel spelers aan FC Dordrecht verhuren, zoals Naoufal Bannis. Maar daarnaast begonnen de Schapenkoppen aan een samenwerking met Fortuna Sittard.
Vanaf seizoen 2023/24 gaan Feyenoord en FC Dordrecht een hernieuwde samenwerking aan. Hieruit zijn de volgende dingen gekomen: Pascal Bosschaart zal door Feyenoord bij FC Dordrecht worden gedetacheerd als assistent-trainer evenals een performance coach. Voorts zal een aantal spelers met groeipotentie op uitleenbasis naar FC Dordrecht komen, onder wie Guus Baars en de onlangs van Brighton & Hove Albion overgekomen Antef Tsongui. Later volgden ook Ilias Sebaoui en Shiloh 't Zand.  Uiteindelijk eindigde FC Dordrecht op de vierde plaats. In de play-offs werden ze meteen uitgeschakeld door FC Emmen.
In het seizoen 2024/25 eindigden de Dordtenaren een plek lager op de ranglijst. In de eerste ronde werd over twee wedstrijden De Graafschap uitgeschakeld. In de halve finale kwam FC Dordrecht net tekort. Na een 2-1 thuiszege en 3-2 uitnederlaag tegen Willem II werd de strafschoppenserie met 5-4 verloren.

## Erelijst
| Nationaal      |                 |                  |
| KNVB Beker     | 2× (als D.F.C.) | 1913/14, 1931/32 |
| Eerste divisie | 2×              | 1982/83, 1993/94 |

## Clubcultuur

### Tenue
| Periode   | Kledingsponsor | Shirtsponsors      | Shirtsponsors                           | Shirtsponsors | Broeksponsor               |
| Periode   | Kledingsponsor | Borst              | Rug                                     | Mouw          | Broeksponsor               |
| --------- | -------------- | ------------------ | --------------------------------------- | ------------- | -------------------------- |
| 2003–2004 | Beltona        | Trust              | Riwal Hoogwerkers                       |               |                            |
| 2004–2006 | Beltona        | Trust              | Riwal Hoogwerkers                       | Trust         |                            |
| 2006–2007 | Beltona        | Riwal Hoogwerkers  | Multi-post                              |               |                            |
| 2007–2008 | Beltona        | Riwal Hoogwerkers  | Multi-post                              | Multi-post    |                            |
| 2008–2010 | Beltona        | Riwal Hoogwerkers  | Multi-post                              |               |                            |
| 2010–2012 | Beltona        | Riwal Hoogwerkers  | Multi-post                              | Conpro        |                            |
| 2012–2014 | Stadio         | Riwal Hoogwerkers  | Multi-post                              |               |                            |
| 2014–2015 | Macron         | Riwal Hoogwerkers  | Multi-post WSB                          | QLS           |                            |
| 2015–2016 | Macron         | Riwal Hoogwerkers  | WSB                                     |               |                            |
| 2016–2017 | Macron         | Riwal Hoogwerkers  | Multi-post                              |               |                            |
| 2017–2018 | Macron         | Riwal Hoogwerkers  | Multi-post Keukenwarenhuis.nl           | Helmink       |                            |
| 2018–2020 | Jartazi        | Riwal Hoogwerkers  | Keukenwarenhuis.nl Hotel de Elderschans | Helmink       | Venéco                     |
| 2020–2022 | Jartazi        | Keukenwarenhuis.nl | High Five Foundation HDS                | Helmink       | Venéco                     |
| 2022–     | Capelli        | Keukenwarenhuis.nl | Venéco AH Van der Poel                  | M-Scores      | MAAT Logistiek & Transport |
| 2022–     | Capelli        | Keukenwarenhuis.nl | Mysteryvoetbalbox                       | M-Scores      |                            |

### Supporters
De supporters van FC Dordrecht noemen zichzelf de Schapekoppen, zoals ook de inwoners van de stad Dordrecht worden genoemd. Ook de benaming Eilandbewoners, verwijzend naar het Eiland van Dordt waar de stad Dordrecht op ligt, wordt veelvuldig genoemd.
Er zijn twee supporterskernen in het stadion, één gevestigd op de West tribune tegen het uitvak aan en één op de Noord tribune achter het doel (Dikeside).
De club heeft ook een supportersvereniging, 'SV FC Dordrecht'. De supportsvereniging beheert de fanshop van de club achter de Noord tribune.

### Kaapverdische enclave 2008-2014
FC Dordrecht speelde toevalligerwijs in de periode 2008-2014 een bijrol in het leveren van voetbalinternationals voor de Kaapverdische eilanden. Zo debuteerde aanvaller Cecilio Lopes en verdediger Guy Ramos in 2008 voor het Kaapverdisch voetbalelftal. In 2010 volgde verdediger Josimar Lima en middenvelder Toni Varela (die echter pas in 2013 een halfjaar voor FC Dordrecht uitkwam). In 2013 volgde aanvaller Garry Mendes Rodrigues, die in de periode 2012/13 voor Dordrecht speelde en vervolgens in 2014 middenvelder Jeffry Fortes als internationals.
Als hoogtepunt kwalificeerde Kaapverdië zich op 14 oktober 2012 onverwachts ten koste van favoriet Kameroen voor het Afrikaans kampioenschap voetbal 2013, waar het zijn debuut maakte. De spelers Guy Ramos, Josimar Lima en Toni Varela maakte deel uit van het elftal dat deelnam aan de Afrika Cup van 2013.
Ook FC Dordrecht-aanvaller Rui Monteiro speelde tussen 2003-2006 voor Kaapverdië.

### Theo Bos
In december 2011 werd bekendgemaakt door de club dat trainer Theo Bos lijdt aan alvleesklierkanker. Virgil Breetveld heeft de rest van het seizoen 2011/12 de taken van Bos overgenomen. In het seizoen 2012/13 namen interim-trainers Harry van den Ham (eerste seizoenshelft) en Gert Kruys (tweede seizoenshelft) de honneurs waar.
De thuiswedstrijd van FC Dordrecht tegen Telstar op 13 januari 2012 stond geheel in het teken van het nieuws over Theo Bos. Supporters maakten hun steunbetuigingen bekend middels een ballonnenactie en diverse spandoeken. In de 4e minuut, verwijzend naar het rugnummer van Bos bij Vitesse, ging een minuut durende staande ovatie door het stadion. De jeugdafdeling van FC Dordrecht was voltallig aanwezig in presentatiepakken en hadden ook een spandoek laten maken.
De supportersvereniging heeft een spandoek gemaakt van 20 meter met daarop de tekst 'Samen Strijden, Samen Winnen', die dit seizoen zelfs de seizoenkaart siert. Ook is deze tekst vereeuwigd in de catacomben van het stadion van FC Dordrecht. Op 28 februari 2013 overleed Theo Bos.

## Stadion

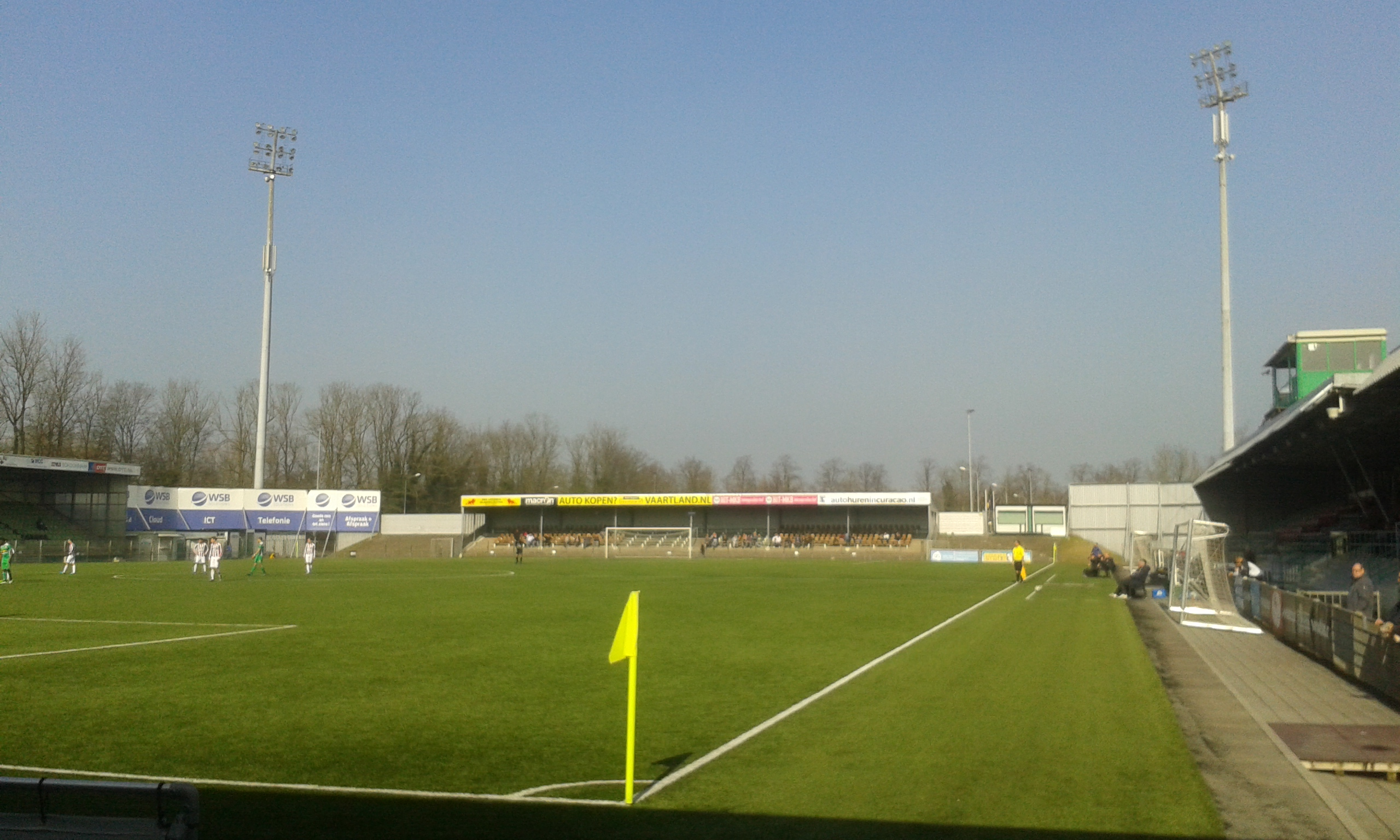
M-Scores Stadion

Het M-Scores Stadion, beter bekend als De Krommedijk, is sinds 1972 de thuisbasis van FC Dordrecht. Het stadion biedt anno 2025 plaats aan 4.100 toeschouwers en heeft door de jaren heen verschillende namen gedragen vanwege sponsorovereenkomsten.
De staat van het stadion is al meerdere jaren onderwerp van gesprek voor FC Dordrecht. Reeds in 2006 gaf de club aan twee locaties te zien als mogelijkheid voor een nieuw stadion. De plannen kwamen echter niet van de grond. In 2023 diende FC Dordrecht een vergunningsaanvraag in bij de gemeente Dordrecht voor vernieuwbouw van haar bestaande onderkomen, maar de club moest terug naar de tekentafel na opmerkingen van de welstandscommissie.

### Gemiddeld aantal toeschouwers per thuiswedstrijd
| 2.081 |

| 2.350 |

| 2.066 |

| 2.102 |

| 2.212 |

| 2.308 |

| 2.911 |

| 3.874 |

| 1.960 |

| 1.529 |

| 1.543 |

| 1.767 |

| 1.710 |

| 116* |

| 1.278 |

| 1.909 |

| 2.710 |

| 2.810 |

| Eredivisie | Eerste divisie |

## Organisatie

### Betaaldvoetbalorganisatie
De club wordt op dagelijkse basis geleid door de directie. Op deze leiding houdt de Raad van Commissarissen (RvC) toezicht. De huidige samenstelling van de RvC en directie is in onderstaand overzicht te raadplegen.

| Functie                 | Naam                    | Sinds                   |
| Raad van Commissarissen | Raad van Commissarissen | Raad van Commissarissen |
| ----------------------- | ----------------------- | ----------------------- |
| President-Commissaris   | John Weerman            | 2022                    |
| Commissarissen          | Dick Schalekamp         | 2022                    |
| Commissarissen          | Arjo Smith              | 2022                    |
| Commissarissen          | Panagiotis Tsatsos      | 2022                    |
| Directie                |                         |                         |
| Algemeen directeur      | Hans de Zeeuw           | 2015                    |
| Operationeel directeur  | Frank van Mil           |                         |

Laatste update: 20 augustus 2025

### Jeugdopleiding
FC Dordrecht beschikt over een eigen jeugdopleiding die is gehuisvest op de velden rondom het stadion. Het bestaat uit elftallen van Onder 13 tot en met Onder 21. De jeugdopleiding draagt in de officiële communicatie vanuit de club een sponsornaam vanwege een overeenkomst met Boels Rental. Voorheen was Riwal Hoogwerkers de naamgever van de jeugdopleiding.

### Samenwerkingsverbanden

#### Feyenoord
In 2019 werd een samenwerkingsverband met het nabijgelegen Feyenoord aangegaan. Als onderdeel van deze samenwerking zouden de Rotterdammers ieder seizoen enkele jeugdspelers stallen bij FC Dordrecht. Onder andere Jari Schuurman en Crysencio Summerville werden tijdelijk ondergebracht bij de Schapenkoppen. Echter had de samenwerking niet de gewenste effect voor beide partijen.
Enkele jaren later, in 2023, werd er een nieuwe samenwerking opgezet tussen beide betaaldvoetbalclubs. Ditmaal zou Feyenoord niet alleen spelers onderbrengen bij Dordrecht, maar ook een assistent-trainer en performance trainer detacheren.

#### Amateurvoetbalclubs
FC Dordrecht deelt informatie met amateurvoetbalclubs uit de regio Dordrecht, bijvoorbeeld door middel van het organiseren van themabijeenkomsten. Anno januari 2025 zijn onderstaande clubs partnerclubs van FC Dordrecht:
- D.F.C.
- EBOH (2024–2027)[9]
- FC Dordrecht Amateurs
- RCD
- VV Alblasserdam (2024–)[10]
- VV Dubbeldam
- VV Papendrecht (2025–)[11]
- ZVV Pelikaan (2024–)[12]

### FC Dordrecht amateurs
Aanvankelijk actief als onafhankelijke amateurvoetbalclub werd Sportclub OMC, in 2001 ontstaan als gevolg van een fusie, gedwongen te verhuizen of fuseren met een andere vereniging. De keuze viel op een samenwerking met FC Dordrecht, waardoor de club verhuisde naar Sportpark Krommedijk en de naam van de club aannam met de toevoeging Amateurs. Het hebben van zowel een profvoetbal- als amateurvoetbaltak is niet nieuw in het Nederlands voetbal. Ook Ajax, met Ajax (amateurs), en Feyenoord, met SC Feyenoord, hebben een dergelijke constructie.

## Eerste elftal

### Selectie
| Nr.           | Naam                 | Sinds      | Contract   | Vorige club       |
| Doelmannen    | Doelmannen           | Doelmannen | Doelmannen | Doelmannen        |
| ------------- | -------------------- | ---------- | ---------- | ----------------- |
| 1             | Tim Coremans         | 2025       | 2028       | ADO Den Haag      |
| 13            | Tijn Baltussen       | 2022       | 2026       | Eigen jeugd       |
| 31            | Thomas Artic         | 2025       | ama        | Eigen jeugd       |
| 63            | Celton Biai          | 2024       | 2026       | Vitória SC        |
| Verdedigers   |                      |            |            |                   |
| 2             | Jurre van Aken       | 2025       | 2028       | AZ                |
| 3             | Sem Valk             | 2024       | 2026       | Feyenoord         |
| 4             | Augustin Drakpe      | 2025       | 2026       | SV Spakenburg     |
| 5             | John Hilton          | 2023       | 2026       | Koninklijke HFC   |
| 15            | Yannis M'Bemba       | 2024       | 2026       | Nantes            |
| 17            | Chiel Olde Keizer    | 2024       | 2026       | Heracles Almelo   |
| 22            | Lars van der Giessen | 2025       | ama        | Eigen jeugd       |
| 23            | Deveron Fonville     | 2025       | 2027       | IJsselmeervogels  |
| 28            | Lorenzo Codutti      | 2024       | 2026       | FC Vado           |
| Middenvelders |                      |            |            |                   |
| 6             | Daniël van Vianen    | 2023       | 2026       | Eigen jeugd       |
| 8             | Lawson Sunderland    | 2025       | 2027       | Inter Miami       |
| 10            | Joep van der Sluijs  | 2024       | 2026       | Feyenoord         |
| 16            | Seunggyun Bae        | 2025       | huur       | Feyenoord         |
| 18            | Robin van Asten      | 2025       | 2028       | Eigen jeugd       |
| 19            | Ben Scholte          | 2024       | 2026       | FC Emmen          |
| 20            | Igor Daniel da Silva | 2024       | 2026       | Laranja Mecânica  |
| 21            | Martin Vetkal        | 2025       | 2028       | IF Brommapojkarna |
| 24            | Guus Huitzing        | 2025       | ama        | Eigen jeugd       |
| 70            | Matteo Malasomma     | 2025       | huur       | Feyenoord         |
| Aanvallers    |                      |            |            |                   |
| 7             | Nick Venema          | 2025       | 2027       | Valenciennes FC   |
| 9             | Stéphano Carrillo    | 2025       | huur       | Feyenoord         |
| 11            | Marouane Afaker      | 2025       | 2026       | IJsselmeervogels  |
| 14            | Joshua Pynadath      | 2024       | 2026       | AZ                |
| 27            | Jayson Ezeb          | 2024       | 2027       | Feyenoord         |
| 29            | Nicolás Rossi        | 2025       | 2027       | AC Bellinzona     |
| 46            | Yannick Eduardo      | 2025       | huur       | RB Leipzig        |
| 59            | Joey de Bie          | 2023       | 2026       | Feyenoord -21     |
| 77            | Sem Verdonk          | 2025       | ama        | Eigen jeugd       |

Laatste update: 19 augustus 2025

### Staf
| Functie            | Naam             | Sinds | Contract | Vorige club      |
| ------------------ | ---------------- | ----- | -------- | ---------------- |
| Hoofdtrainer       | Dirk Kuijt       | 2025  | 2026     | Beerschot VA     |
| Assistent-trainers | Rick Hoogendorp  | 2022  | 2025     | VV Hoogland      |
| Assistent-trainers | Julian Jenner1   | 2025  | 2026     | MTK Boedapest FC |
| Keeperstrainer     | Raymond Mulder   | 2025  | 2026     | K Beerschot VA   |
| Teammanager        | Ariejan Wallaard | 2023  |          |                  |

Laatste update: 15 juli 2025
1 Gedetacheerd door Feyenoord

## Overzichtslijsten

### Eindklasseringen sinds 1973
- 1973 20e
Eerste divisie
- 1974 15e
Eerste divisie
- 1975 17e
Eerste divisie
- 1976 12e
Eerste divisie
- 1977 18e
Eerste divisie
- 1978 18e
Eerste divisie
- 1979 19e
Eerste divisie
- 1980 8e
Eerste divisie
- 1981 5e
Eerste divisie
- 1982 15e
Eerste divisie
- 1983 1e
Eerste divisie
- 1984 18e
Eredivisie
- 1985 14e
Eerste divisie
- 1986 15e
Eerste divisie
- 1987 9e
Eerste divisie
- 1988 18e
Eredivisie
- 1989 15e
Eerste divisie
- 1990 19e
Eerste divisie
- 1991 8e
Eerste divisie
- 1992 15e
Eredivisie
- 1993 18e
Eredivisie
- 1994 1e
Eerste divisie
- 1995 18e
Eredivisie
- 1996 7e
Eerste divisie
- 1997 12e
Eerste divisie
- 1998 17e
Eerste divisie
- 1999 14e
Eerste divisie
- 2000 8e
Eerste divisie
- 2001 12e
Eerste divisie
- 2002 10e
Eerste divisie
- 2003 18e
Eerste divisie
- 2004 15e
Eerste divisie
- 2005 8e
Eerste divisie
- 2006 9e
Eerste divisie
- 2007 6e
Eerste divisie
- 2008 12e
Eerste divisie
- 2009 8e
Eerste divisie
- 2010 13e
Eerste divisie
- 2011 11e
Eerste divisie
- 2012 10e
Eerste divisie
- 2013 9e
Eerste divisie
- 2014 2e
Eerste divisie
- 2015 18e
Eredivisie
- 2016 14e
Eerste divisie
- 2017 19e
Eerste divisie
- 2018 13e
Eerste divisie
- 2019 17e
Eerste divisie
- 2020 19e
Eerste divisie
- 2021 20e
Eerste divisie
- 2022 17e
Eerste divisie
- 2023 18e
Eerste divisie
- 2024 4e
Eerste divisie
- 2025 5e
Eerste divisie

In elke staaf van de grafiek staat van boven naar beneden vermeld: 
- Eindnotering

Dit is de positie die de club heeft bereikt in de competitie, zonder eventuele beslissings-, play-off- of nacompetitiewedstrijden die nodig zijn geweest om bijvoorbeeld de kampioen van de competitie te bepalen.
Indien een * achter het getal staat is de notering een tussenstand en kan het zijn dat de notering niet overeenkomt met de uiteindelijke eindstand van de competitie.
Staat er een - dan is het seizoen nog bezig en is er geen definitieve uitslag bekend.
Staat er xx op de positie van de notering, dan heeft de club vroegtijdig de competitie verlaten. Dit kan onder andere komen door terugtrekking van het team, faillissement van de club of door een uitgedeelde straf van de KNVB. In veel gevallen staat elders in het artikel de reden vermeld.
Staat er een ? dan is het resultaat uit het verleden onbekend, en is alleen de competitie of het niveau bekend van dat seizoen.
In de seizoenen 2019/20 en 2020/21 werd wegens de coronacrisis het amateurvoetbal afgebroken. Daardoor kennen deze staven geen eindklassering (middels -- weergegeven).
- Competitieniveau en afdelingsletter of Officiële eindstand Eredivisie
  - Competitieniveau en afdelingsletter

Hierbij geeft het getal het niveau weer, dat ook terug te vinden is in de legenda. De letter is de afdelingsaanduiding en wordt gebruikt wanneer er meer afdelingen zijn op hetzelfde niveau. De afdelingsletter is altijd een hoofdletter en wordt meestal zonder nummer gebruikt.
Voorbeeld: 2F is niveau 2e klasse competitie F.
Het competitieniveau en nummer wordt niet vermeld wanneer er slechts één competitie van dit niveau was.
  - Officiële eindstand Eredivisie (getal staat tussen haakjes vermeld)

Sinds de introductie van play-offwedstrijden voor Europees voetbal na afloop van de reguliere competitie in 2005/06, is de KNVB verplicht een eindstand van de Eredivisie door te geven aan de UEFA aan de hand van deze play-offwedstrijden.
Bij deze eindstand staan clubs die zich hebben gekwalificeerd voor Europees voetbal hoger dan clubs die zich niet wisten te kwalificeren. Indien er geen verschil was tussen de eindnotering en de officiële eindstand, staat dit getal niet vermeld.

- Onderafdeling

Hier staat afgekort de naam van de onderafdeling indien de club in dat jaar in een onderafdeling uitkwam. Tevens staat deze afkorting in de legenda en wordt gelinkt naar het artikel over deze onderafdeling. Deze afkorting wordt alleen vermeld wanneer de club in het verleden in verschillende onderafdelingen heeft gespeeld. Deze vermelding is in de staaf altijd in kleine letters. Deze onderafdelingen zijn na het seizoen 1995/96 afgeschaft. Heeft de club in slechts één onderafdeling gespeeld, dan is dit alleen terug te vinden in de legenda.
Onder de staaf staat het jaartal vermeld waarin het seizoen is afgesloten. 15 verwijst naar het seizoen 2014/15 of eventueel het seizoen 1914/15.
Wanneer een staaf leeg is, zijn deze gegevens niet bekend. Het kan ook zijn dat de club dat seizoen niet heeft meegespeeld op het hogere amateurniveau, vroegtijdig de competitie heeft verlaten of uit de competitie is gezet.

In het seizoen 1944/45 was er wegens de Tweede Wereldoorlog geen regulier competitievoetbal.
- Eredivisie
- Eerste divisie

- 1972 – 1979: FC Dordrecht
- 1979 – 1990: DS '79
- 1990 – 1991: Dordrecht '90
- 1991 – 1993: SVV/Dordrecht '90
- 1993 – 2002: Dordrecht '90
- 2002 – heden: FC Dordrecht

### Seizoensoverzichten sinds 1973
| Resultaten van FC Dordrecht sinds 1972 | Resultaten van FC Dordrecht sinds 1972 | Resultaten van FC Dordrecht sinds 1972 | Resultaten van FC Dordrecht sinds 1972 | Resultaten van FC Dordrecht sinds 1972 | Resultaten van FC Dordrecht sinds 1972 | Resultaten van FC Dordrecht sinds 1972 | Resultaten van FC Dordrecht sinds 1972 | Resultaten van FC Dordrecht sinds 1972 | Resultaten van FC Dordrecht sinds 1972 | Resultaten van FC Dordrecht sinds 1972 | Resultaten van FC Dordrecht sinds 1972 | Resultaten van FC Dordrecht sinds 1972                                                                         |
| Seizoen                                | Competitie                             | Competitie                             | Competitie                             | Competitie                             | Competitie                             | Competitie                             | Competitie                             | Competitie                             | Competitie                             | Kwalificatie                           | KNVB Beker                             | Bijzonderheid                                                                                                  |
| Seizoen                                | Divisie                                | GW                                     | W                                      | G                                      | V                                      | PNT                                    | DV                                     | DT                                     | POS                                    | Kwalificatie                           | KNVB Beker                             | Bijzonderheid                                                                                                  |
| -------------------------------------- | -------------------------------------- | -------------------------------------- | -------------------------------------- | -------------------------------------- | -------------------------------------- | -------------------------------------- | -------------------------------------- | -------------------------------------- | -------------------------------------- | -------------------------------------- | -------------------------------------- | --- |
| 1972/73                                | Eerste divisie                         | 38                                     | 3                                      | 18                                     | 17                                     | 24                                     | 29                                     | 58                                     | 20e                                    | –                                      | 1e ronde                               | Afscheiding van vereniging, verder onder FC Dordrecht                                                          |
| 1973/74                                | Eerste divisie                         | 38                                     | 12                                     | 11                                     | 15                                     | 35                                     | 45                                     | 66                                     | 15e                                    | –                                      | 1e ronde                               | – |
| 1974/75                                | Eerste divisie                         | 36                                     | 9                                      | 9                                      | 18                                     | 27                                     | 40                                     | 60                                     | 17e                                    | –                                      | 2e ronde                               | – |
| 1975/76                                | Eerste divisie                         | 36                                     | 12                                     | 9                                      | 15                                     | 33                                     | 46                                     | 53                                     | 12e                                    | –                                      | 2e ronde                               | – |
| 1976/77                                | Eerste divisie                         | 36                                     | 7                                      | 8                                      | 21                                     | 22                                     | 35                                     | 72                                     | 18e                                    | –                                      | 2e ronde                               | – |
| 1977/78                                | Eerste divisie                         | 36                                     | 6                                      | 9                                      | 21                                     | 21                                     | 42                                     | 81                                     | 18e                                    | –                                      | 1e ronde                               | – |
| 1978/79                                | Eerste divisie                         | 36                                     | 5                                      | 6                                      | 25                                     | 16                                     | 33                                     | 88                                     | 19e                                    | –                                      | 2e ronde                               | – |
| 1979/80                                | Eerste divisie                         | 36                                     | 14                                     | 11                                     | 11                                     | 39                                     | 68                                     | 52                                     | 8e                                     | –                                      | 3e ronde                               | Naamsverandering naar DS '79                                                                                   |
| 1980/81                                | Eerste divisie                         | 36                                     | 17                                     | 8                                      | 11                                     | 42                                     | 64                                     | 59                                     | 5e                                     | Nacompetitie                           | 2e ronde                               | Promotiewedstrijden tegen FC Den Bosch '67 (3–1 & 1–3), De Graafschap (2–3 & 0–2) en sc Heerenveen (1–1 & 1–5) |
| 1981/82                                | Eerste divisie                         | 34                                     | 7                                      | 12                                     | 15                                     | 26                                     | 51                                     | 66                                     | 15e                                    | –                                      | Kwartfinale                            | – |
| 1982/83                                | Eerste divisie                         | 30                                     | 16                                     | 10                                     | 4                                      | 42                                     | 59                                     | 37                                     | 1e                                     | Rechtstreekse promotie                 | 1e ronde                               | – |
| 1983/84                                | Eredivisie                             | 34                                     | 6                                      | 3                                      | 25                                     | 15                                     | 35                                     | 88                                     | 18e                                    | Rechtstreekse degradatie               | 3e ronde                               | – |
| 1984/85                                | Eerste divisie                         | 34                                     | 9                                      | 10                                     | 15                                     | 28                                     | 40                                     | 55                                     | 14e                                    | –                                      | 1e ronde                               | – |
| 1985/86                                | Eerste divisie                         | 36                                     | 8                                      | 13                                     | 15                                     | 29                                     | 44                                     | 61                                     | 15e                                    | –                                      | 2e ronde                               | – |
| 1986/87                                | Eerste divisie                         | 36                                     | 13                                     | 12                                     | 11                                     | 38                                     | 76                                     | 63                                     | 9e                                     | Nacompetitie                           | Kwartfinale                            | Promotiewedstrijden tegen SC Cambuur (1–0 & 2–0), N.E.C. (4–1 & 2–1) en RKC Waalwijk (2–0 & 1–3)               |
| 1987/88                                | Eredivisie                             | 34                                     | 2                                      | 8                                      | 24                                     | 12                                     | 41                                     | 100                                    | 18e                                    | Rechtstreekse degradatie               | 3e ronde                               | – |
| 1988/89                                | Eerste divisie                         | 36                                     | 12                                     | 4                                      | 20                                     | 28                                     | 55                                     | 66                                     | 15e                                    | –                                      | 1e ronde                               | – |
| 1989/90                                | Eerste divisie                         | 36                                     | 6                                      | 10                                     | 20                                     | 22                                     | 41                                     | 75                                     | 19e                                    | –                                      | 1e ronde                               | – |
| 1990/91                                | Eerste divisie                         | 38                                     | 15                                     | 13                                     | 10                                     | 43                                     | 63                                     | 51                                     | 8e                                     | Nacompetitie                           | Kwartfinale                            | Naamsverandering naar Dordrecht '90 Promotiewedstrijden tegen EVV (3–1 & 0–2) en VVV (1–1 & 0–2)               |
| 1991/92                                | Eredivisie                             | 34                                     | 9                                      | 7                                      | 18                                     | 25                                     | 38                                     | 64                                     | 15e                                    | UEFA Intertoto Cup                     | 2e ronde                               | Fusie met SVV, naamsverandering naar SVV/Dordrecht '90                                                         |
| 1992/93                                | Eredivisie                             | 34                                     | 5                                      | 10                                     | 19                                     | 20                                     | 30                                     | 68                                     | 18e                                    | Rechtstreekse degradatie               | 3e ronde                               | – |
| 1993/94                                | Eerste divisie                         | 34                                     | 20                                     | 6                                      | 8                                      | 46                                     | 64                                     | 36                                     | 1e                                     | Rechtstreekse promotie                 | Achtste finale                         | Naamsverandering naar Dordrecht '90                                                                            |
| 1994/95                                | Eredivisie                             | 34                                     | 5                                      | 10                                     | 19                                     | 20                                     | 40                                     | 67                                     | 18e                                    | Rechtstreekse degradatie               | Achtste finale                         | – |
| 1995/96                                | Eerste divisie                         | 34                                     | 14                                     | 12                                     | 8                                      | 54                                     | 62                                     | 45                                     | 7e                                     | –                                      | 2e ronde                               | – |
| 1996/97                                | Eerste divisie                         | 34                                     | 13                                     | 7                                      | 14                                     | 46                                     | 45                                     | 49                                     | 12e                                    | –                                      | Groepsronde                            | – |
| 1997/98                                | Eerste divisie                         | 34                                     | 6                                      | 12                                     | 16                                     | 30                                     | 37                                     | 64                                     | 17e                                    | –                                      | 2e ronde                               | – |
| 1998/99                                | Eerste divisie                         | 34                                     | 11                                     | 5                                      | 18                                     | 38                                     | 51                                     | 66                                     | 14e                                    | Nacompetitie                           | Groepsronde                            | Promotiewedstrijden tegen Emmen (2–1 & 3–5), RKC Waalwijk (0–2 & 1–2) en FC Zwolle (2–2 & 4–1)                 |
| 1999/00                                | Eerste divisie                         | 34                                     | 12                                     | 9                                      | 13                                     | 45                                     | 55                                     | 58                                     | 8e                                     | –                                      | Kwartfinale                            | – |
| 2000/01                                | Eerste divisie                         | 34                                     | 10                                     | 10                                     | 14                                     | 40                                     | 58                                     | 59                                     | 12e                                    | –                                      | 2e ronde                               | – |
| 2001/02                                | Eerste divisie                         | 34                                     | 12                                     | 9                                      | 13                                     | 45                                     | 66                                     | 66                                     | 10e                                    | –                                      | 3e ronde                               | – |
| 2002/03                                | Eerste divisie                         | 34                                     | 6                                      | 6                                      | 22                                     | 24                                     | 31                                     | 64                                     | 18e                                    | –                                      | 2e ronde                               | Naamsverandering naar FC Dordrecht                                                                             |
| 2003/04                                | Eerste divisie                         | 36                                     | 5                                      | 15                                     | 16                                     | 30                                     | 33                                     | 60                                     | 15e                                    | –                                      | 2e ronde                               | – |
| 2004/05                                | Eerste divisie                         | 36                                     | 15                                     | 8                                      | 13                                     | 53                                     | 46                                     | 51                                     | 8e                                     | –                                      | Achtste finale                         | – |
| 2005/06                                | Eerste divisie                         | 38                                     | 15                                     | 11                                     | 12                                     | 56                                     | 61                                     | 45                                     | 9e                                     | –                                      | 3e ronde                               | – |
| 2006/07                                | Eerste divisie                         | 38                                     | 20                                     | 7                                      | 11                                     | 67                                     | 76                                     | 49                                     | 6e                                     | Play-offs om promotie                  | 2e ronde                               | Promotiewedstrijden tegen FC Zwolle (1–0 & 1–1) en RKC Waalwijk (2–0, 0–2 & 0–3)                               |
| 2007/08                                | Eerste divisie                         | 38                                     | 12                                     | 11                                     | 15                                     | 47                                     | 59                                     | 52                                     | 12e                                    | –                                      | Kwartfinale                            | – |
| 2008/09                                | Eerste divisie                         | 38                                     | 15                                     | 10                                     | 13                                     | 55                                     | 51                                     | 39                                     | 8e                                     | Play-offs om promotie                  | Achtste finale                         | Promotiewedstrijden tegen TOP Oss (2–0 & 1–0) en Roda JC (1–1 & 0–1)                                           |
| 2009/10                                | Eerste divisie                         | 36                                     | 13                                     | 4                                      | 19                                     | 43                                     | 54                                     | 59                                     | 13e                                    | –                                      | 3e ronde                               | – |
| 2010/11                                | Eerste divisie                         | 34                                     | 12                                     | 9                                      | 13                                     | 41                                     | 52                                     | 56                                     | 12e                                    | –                                      | 4e ronde                               | – |
| 2011/12                                | Eerste divisie                         | 34                                     | 13                                     | 11                                     | 10                                     | 50                                     | 56                                     | 62                                     | 10e                                    | –                                      | 4e ronde                               | – |
| 2012/13                                | Eerste divisie                         | 30                                     | 11                                     | 7                                      | 12                                     | 40                                     | 56                                     | 56                                     | 9e                                     | Play-offs om promotie                  | 3e ronde                               | Promotiewedstrijden tegen Go Ahead Eagles (3–3 & 0–3)                                                          |
| 2013/14                                | Eerste divisie                         | 38                                     | 21                                     | 10                                     | 7                                      | 73                                     | 83                                     | 50                                     | 2e                                     | Play-offs om promotie                  | 2e ronde                               | Promotiewedstrijden tegen VVV-Venlo (3–1 & 2–1) en Sparta Rotterdam (2–2 & 3–1)                                |
| 2014/15                                | Eredivisie                             | 34                                     | 4                                      | 8                                      | 22                                     | 20                                     | 24                                     | 76                                     | 18e                                    | Rechtstreekse degradatie               | 3e ronde                               | – |
| 2015/16                                | Eerste divisie                         | 36                                     | 11                                     | 7                                      | 18                                     | 40                                     | 47                                     | 67                                     | 14e                                    | –                                      | 3e ronde                               | |
| 2016/17                                | Eerste divisie                         | 36                                     | 5                                      | 9                                      | 24                                     | 24                                     | 42                                     | 72                                     | 19e                                    | –                                      | 1e ronde                               | – |
| 2017/18                                | Eerste divisie                         | 38                                     | 14                                     | 5                                      | 19                                     | 47                                     | 57                                     | 81                                     | 13e                                    | Play-offs om promotie                  | 1e ronde                               | Promotiewedstrijden tegen SC Cambuur (1–4 & 4–1) en Sparta Rotterdam (1–2 & 2–2)                               |
| 2018/19                                | Eerste divisie                         | 38                                     | 9                                      | 9                                      | 20                                     | 36                                     | 54                                     | 84                                     | 17e                                    | –                                      | 1e ronde                               | – |
| 2019/20                                | Eerste divisie                         | 29                                     | 4                                      | 8                                      | 17                                     | 20                                     | 34                                     | 66                                     | 19e                                    | –                                      | 2e ronde                               | Door de coronacrisis is de competitie niet afgemaakt. De tussenstand na 29 speelrondes werd de eindstand.      |
| 2020/21                                | Eerste divisie                         | 38                                     | 8                                      | 3                                      | 27                                     | 27                                     | 36                                     | 97                                     | 20e                                    | –                                      | 1e ronde                               | |
| 2021/22                                | Eerste divisie                         | 38                                     | 10                                     | 9                                      | 19                                     | 39                                     | 53                                     | 77                                     | 17e                                    | –                                      | 1e ronde                               | |
| 2022/23                                | Eerste divisie                         | 38                                     | 9                                      | 8                                      | 21                                     | 35                                     | 41                                     | 68                                     | 18e                                    | –                                      | 1e ronde                               | |
| 2023/24                                | Eerste divisie                         | 38                                     | 18                                     | 15                                     | 5                                      | 69                                     | 74                                     | 51                                     | 4e                                     | Play-offs om promotie                  | 2e ronde                               | Promotiewedstrijden tegen FC Emmen (2-2 & 0–1)                                                                 |
| 2024/25                                | Eerste divisie                         | 38                                     | 20                                     | 8                                      | 10                                     | 68                                     | 69                                     | 46                                     | 5e                                     | Play-offs om promotie                  | 1e ronde                               | Promotiewedstrijden tegen De Graafschap (0-0 & 2–0) en Willem II (2-1 & 2–3 4–5 n.s.)                          |

### In Europa
- GR = groepswedstrijden

| Seizoen            | Competitie    | Ronde | Land                | Club              | Score    |
| ------------------ | ------------- | ----- | ------------------- | ----------------- | -------- |
| Intertoto Cup 1992 | Intertoto Cup | GR    | Vlag van Duitsland  | 1. FC Saarbrücken | 1–1, 1–1 |
|                    |               | GR    | Vlag van Zweden     | Hammarby IF       | 2–1, 2–3 |
|                    |               | GR    | Vlag van Denemarken | Aalborg BK        | 1–1, 0–3 |

## Publicaties
- Elisa Kuster: Krommedijk Kronieken. 50 jaar om- en afzien bij FC Dordrecht. Staantribune Media, 2023. ISBN 9789083235349.
- Stef de Bont en Marco Timmer: Koning van de Krommedijk. Het wonderlijke jaar van FC Dordrecht in de Eredivisie. Amsterdam, VI Boeken, 2015. ISBN 9789067971065

1 Coremans ·
2 Van Aken ·
3 Valk  ·
4 Drakpe ·
5 Hilton ·
6 Van Vianen ·
7 Venema ·
8 Sunderland ·
10 Van der Sluijs ·
11 Afaker ·
13 Baltussen ·
13 Artic ·
14 Pynadath ·
14 Olde Keizer ·
15 M'Bemba ·
16 Seung-gyun ·
18 Van Asten ·
19 Scholte ·
20 Igor ·
21 Vetkal ·
22 Van de Giessen ·
22 Amuzu ·
23 Fonville ·
24 Huitzing ·
25 Vugts ·
27 Ezeb ·
28 Codutti ·
29 Rossi ·
31 Carrillo ·
46 Eduardo ·
59 De Bie ·
63 Biai ·
70 Malasomma ·
77 Verdonk ·
Coach: Kuijt
· Assistent-coach: Jenner
· Keeperstrainer: Mulder
ADO Den Haag ·
Almere City FC ·
FC Den Bosch ·
SC Cambuur ·
FC Dordrecht ·
FC Eindhoven ·
FC Emmen ·
De Graafschap ·
Helmond Sport ·
Jong Ajax ·
Jong AZ ·
Jong PSV ·
Jong FC Utrecht ·
MVV Maastricht ·
RKC Waalwijk ·
Roda JC Kerkrade ·
TOP Oss ·
Vitesse ·
VVV-Venlo ·
Willem II